# Vlastibor Klimeš
Vlastibor Klimeš (Praga, 17 agosto 1953) è un ex cestista e allenatore di pallacanestro cecoslovacco.
È il marito di Dana Ptáčková e il padre di Zuzana Klimešová.

## Carriera
Con la Cecoslovacchia ha disputato i Giochi olimpici di Mosca 1980, due edizioni dei Campionati mondiali (1978, 1982) e quattro dei Campionati europei (1975, 1977, 1979, 1981).

## Palmarès

### Giocatore
- Campionato cecoslovacco: 3

Slavia VŠ Praga: 1973-74, 1980-81, 1981-82